# Antena TV din Strășeni
Antena TV din Strășeni este una dintre cele mai impunătoare structuri arhitecturale din Europa și cea mai înaltă din Republica Moldova. Construită în anii 1984–1985 în centrul republicii, antena reprezintă un turn de 355 m înălțime. Este situată la aprox. 6 km sud-vest de orașul Strășeni, la jumătate de cale între acesta și satul Scoreni. Este folosită exclusiv pentru transmiterea undelor FM și TV.
În 2017, Ministerul Tehnologiei Informației și Comunicațiilor a început implementarea unui proiect de tranziție de la televiziune analogă la televiziune digitală. Conform proiectului, în iunie 2017 a început transmiterea la antena TV din Strășeni a unui pachet de canale TV. Televiziunea analogă urma să mai fie transmisă până la sfârșitul anului, după care frecvențele trebuiau eliberate pentru a face loc telefoniei mobile.

## Frecvențe
Antena TV retransmite 4 canale de televiziune analogă, un pachet de televiziune digitală și 4 posturi de radio.

### Canale de televiziune
| Canal             | Numărul canalului | Polarizare | Max. dBW | Rază, km      |
| ----------------- | ----------------- | ---------- | -------- | ------------- |
| Moldova 1         | 3                 | oriz.      | 59,6     | 80-95         |
| TVR Moldova       | 11                | oriz.      | 51,8     | 90-97         |
| Publika TV        | 23                |            | 55,5     | 50-65         |
| Primul în Moldova | 30                | oriz.      | 57,8     | 65 (max. 120) |

### Televiziune digitală
Din 2017, antena TV retransmite un pachet de televiziune digitală format din 9 (inițial 7) posturi de televiziune: Moldova 1, TVR Moldova, Primul în Moldova, Publika TV, Canal 2, Canal 3, Prime, Micul samaritean și STS - Mega.

### Posturi de radio
| Post             | Frecvență | Polarizare | Max. dBW | Rază, km |
| ---------------- | --------- | ---------- | -------- | -------- |
| RFE/RL           | 68,48     | oriz.      |          | 70       |
| Radio Moldova    | 100,5     | oriz.      | 43,0     | 45       |
| Vocea Basarabiei | 102,3     | oriz.      | 40,0     | max. 60  |
| RFI Chișinău     | 107,3     | oriz.      | 40,0     | 25       |

## Galerie de imagini

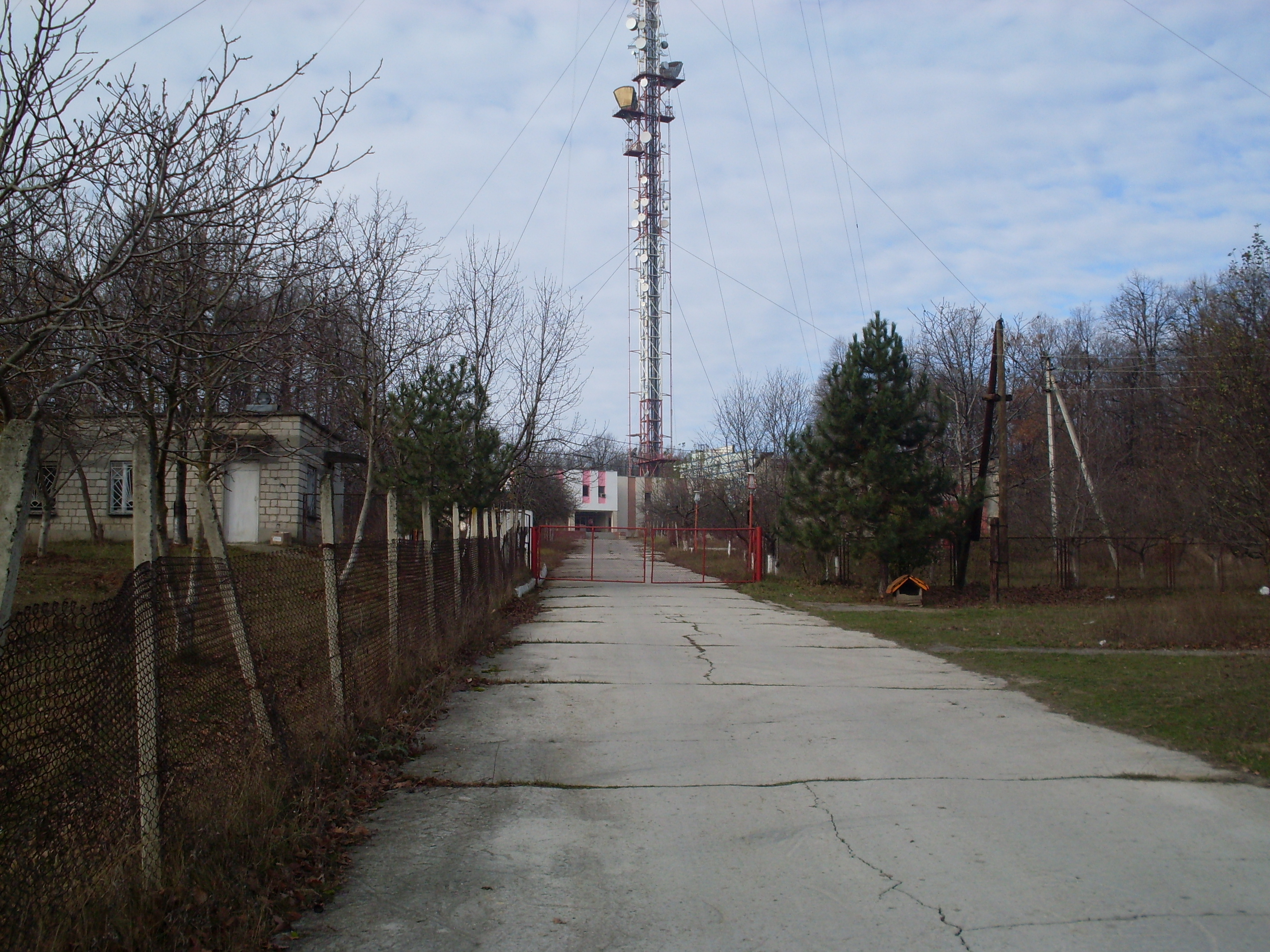
Baza antenei împreună cu staţia de transmisie
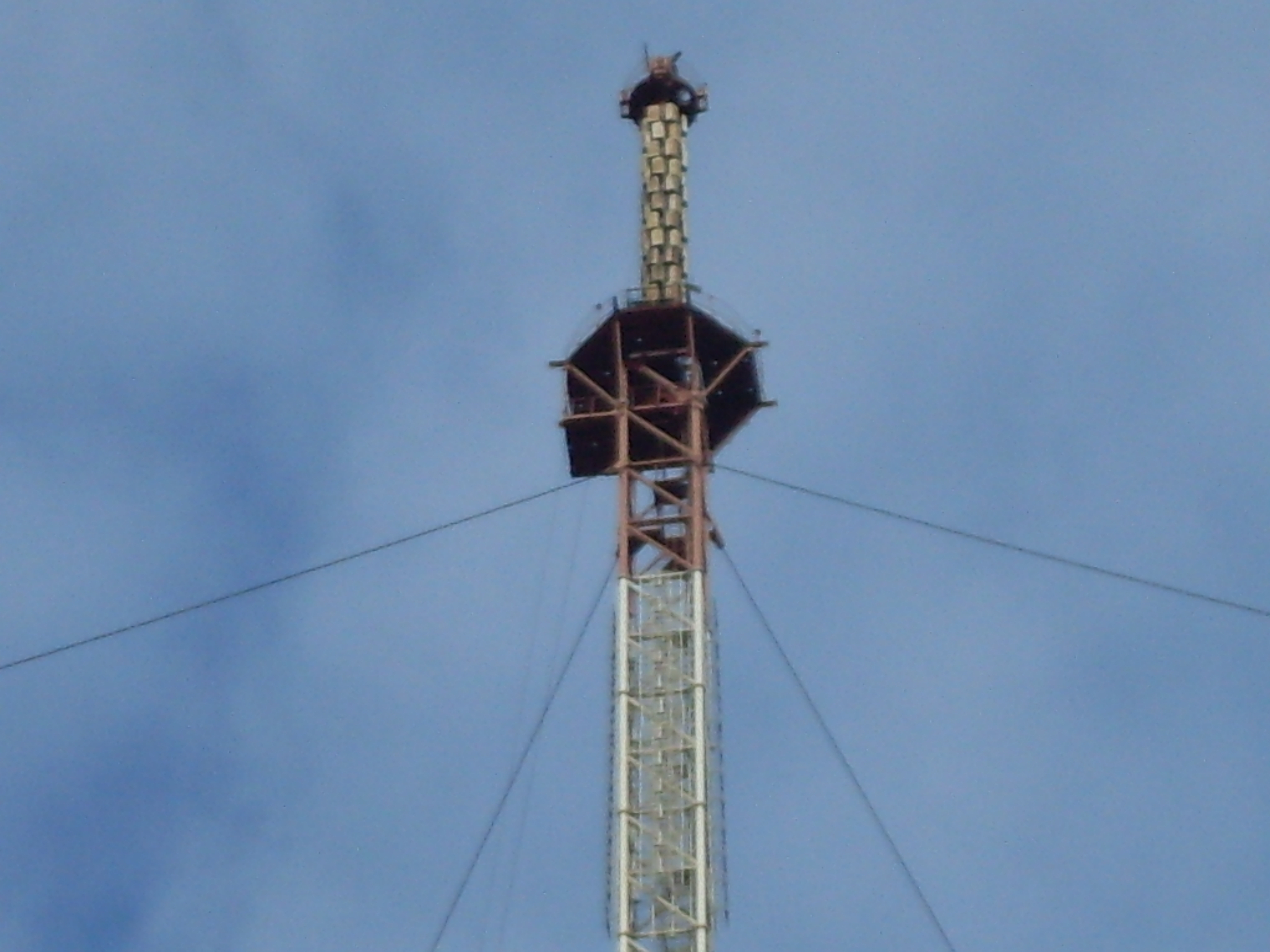
Vârful antenei
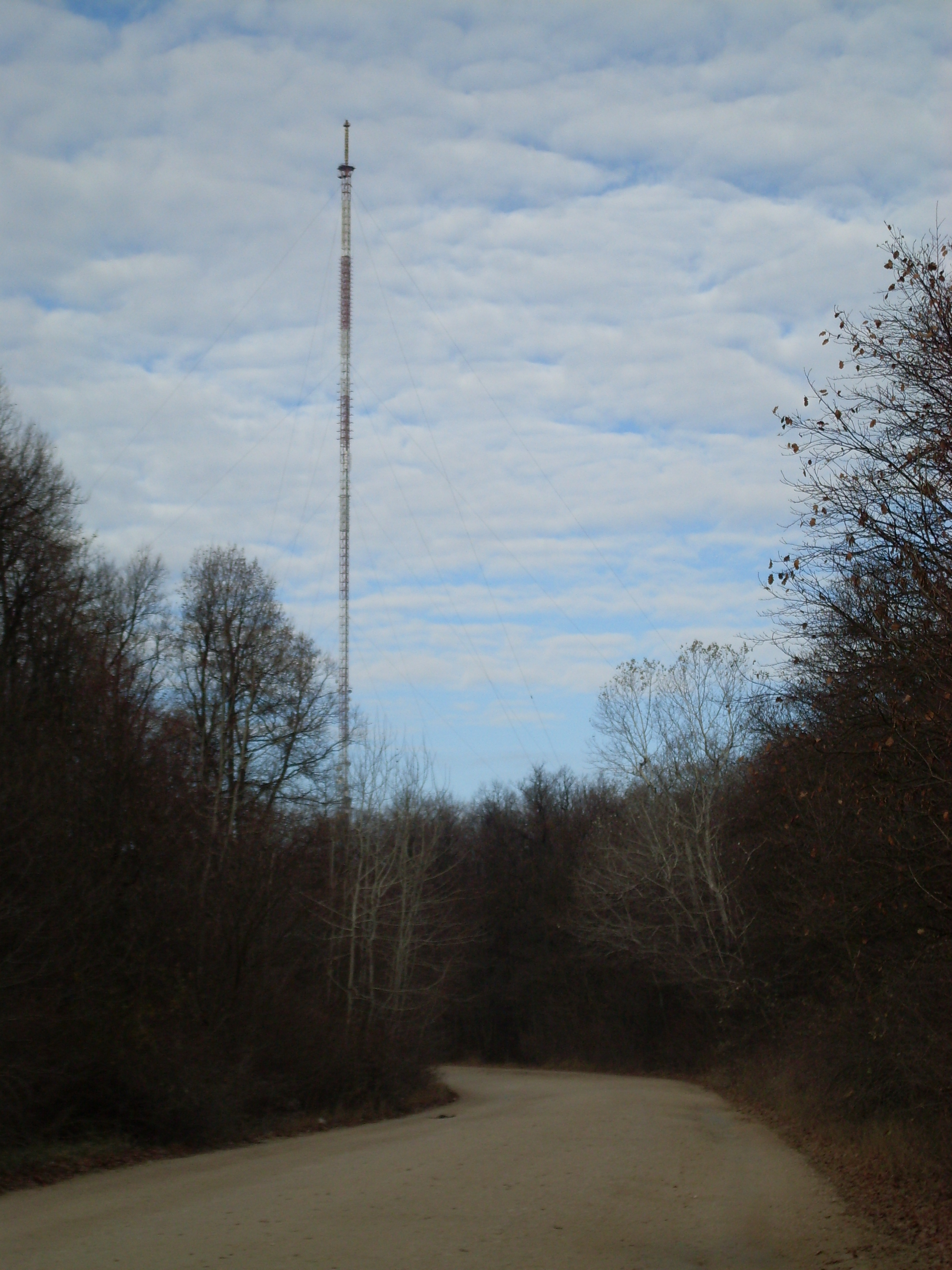
Vedere de la o distanţă de aprox. 1.200 m spre sud (pe drumul Străşeni–Scoreni)
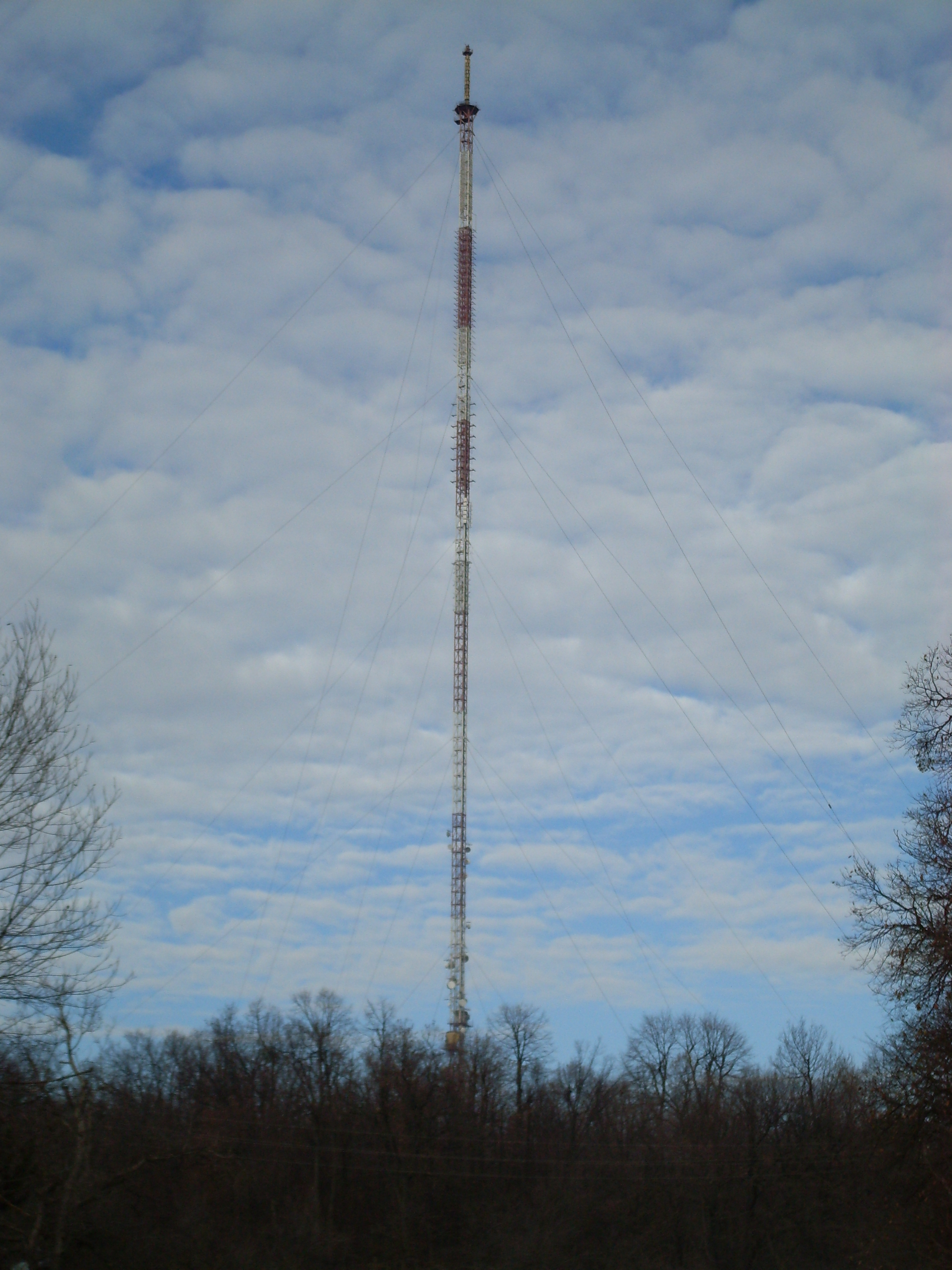
Vedere de la o distanţă de aprox. 200 m spre sud
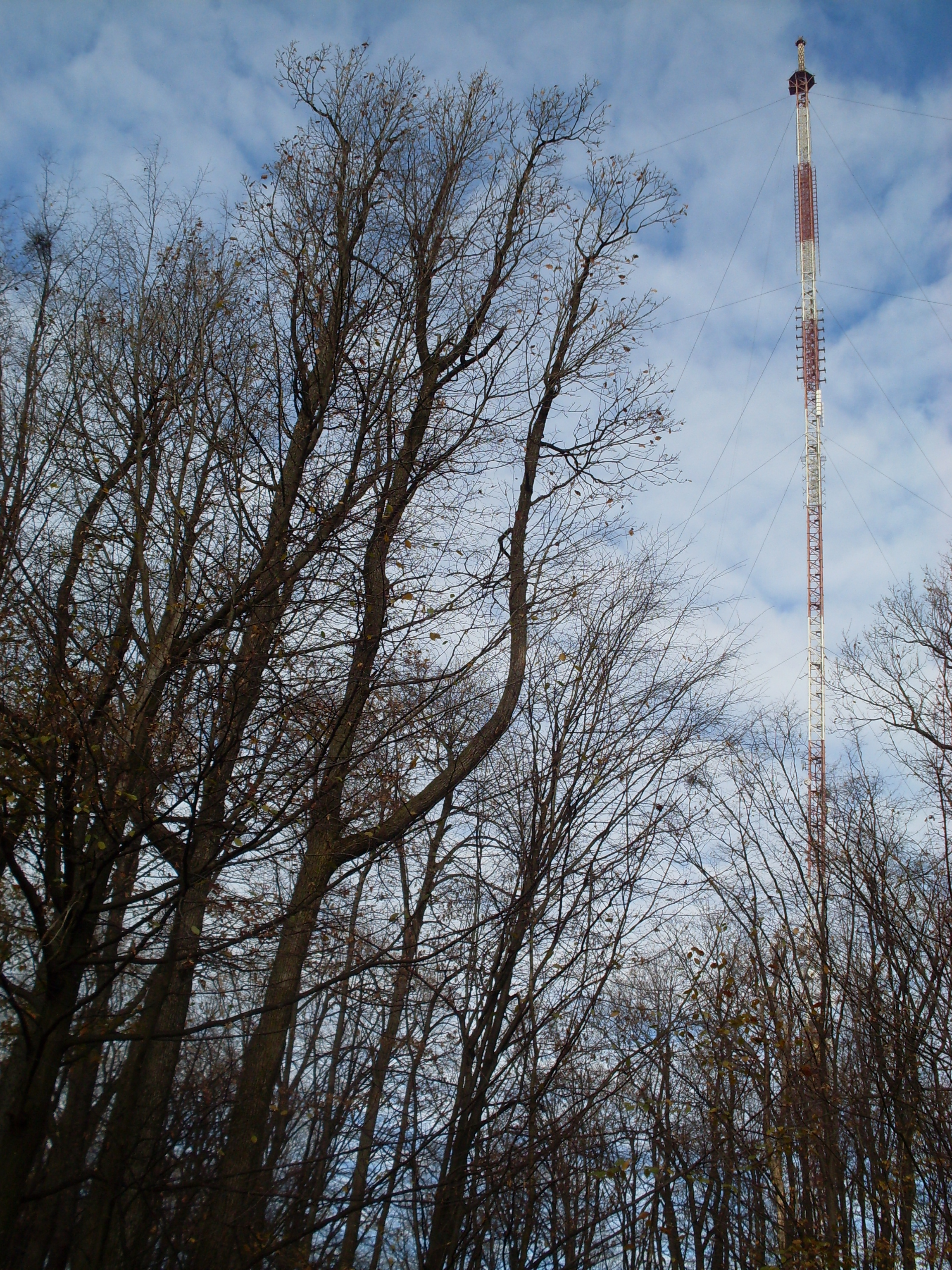
Vedere de la o distanţă de aprox. 100 m spre sud-vest, dinspre un drum de pădure
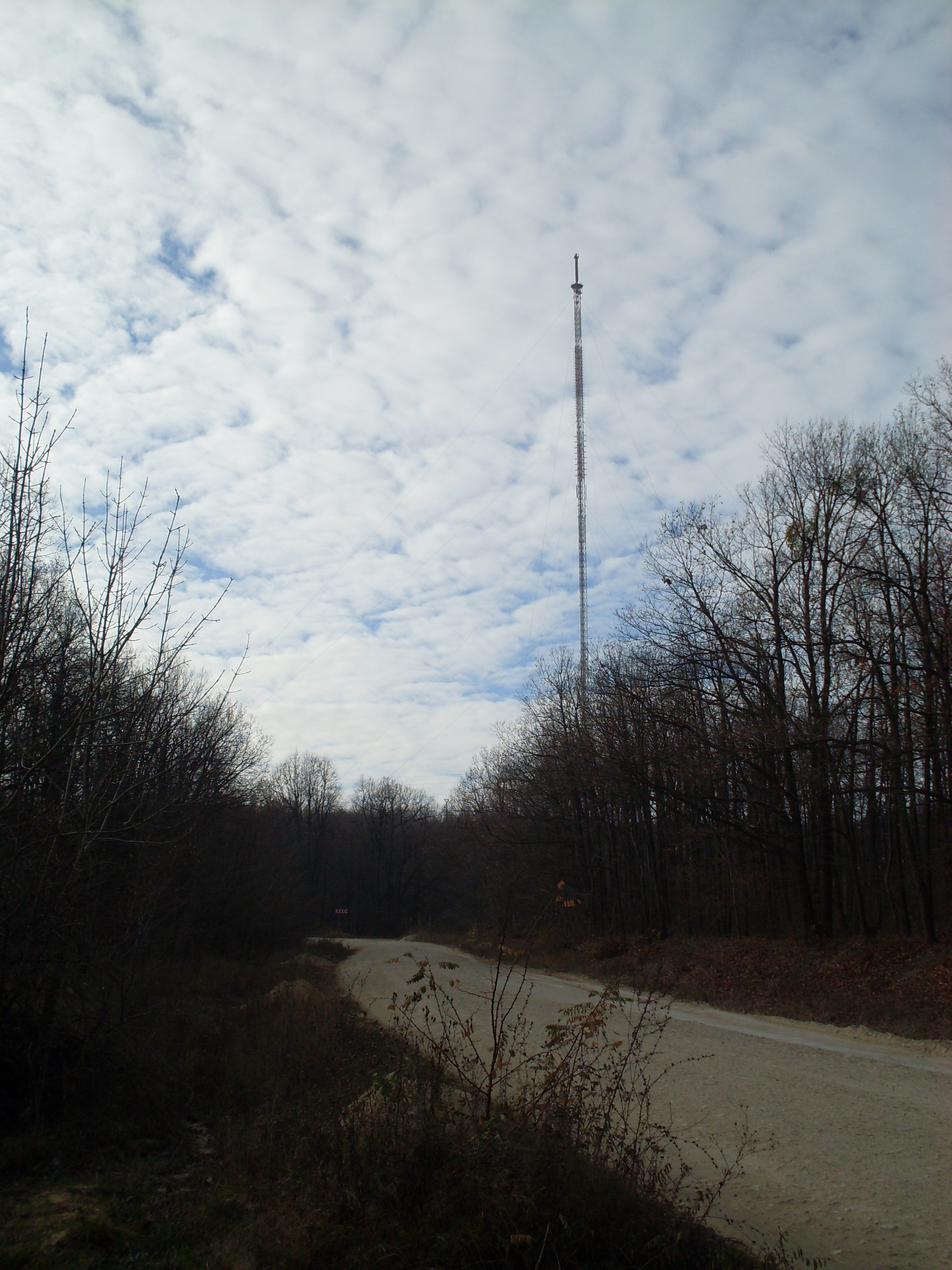
Vedere dinspre intrarea în pădure pe drumul Străşeni–Scoreni din partea Străşeniului
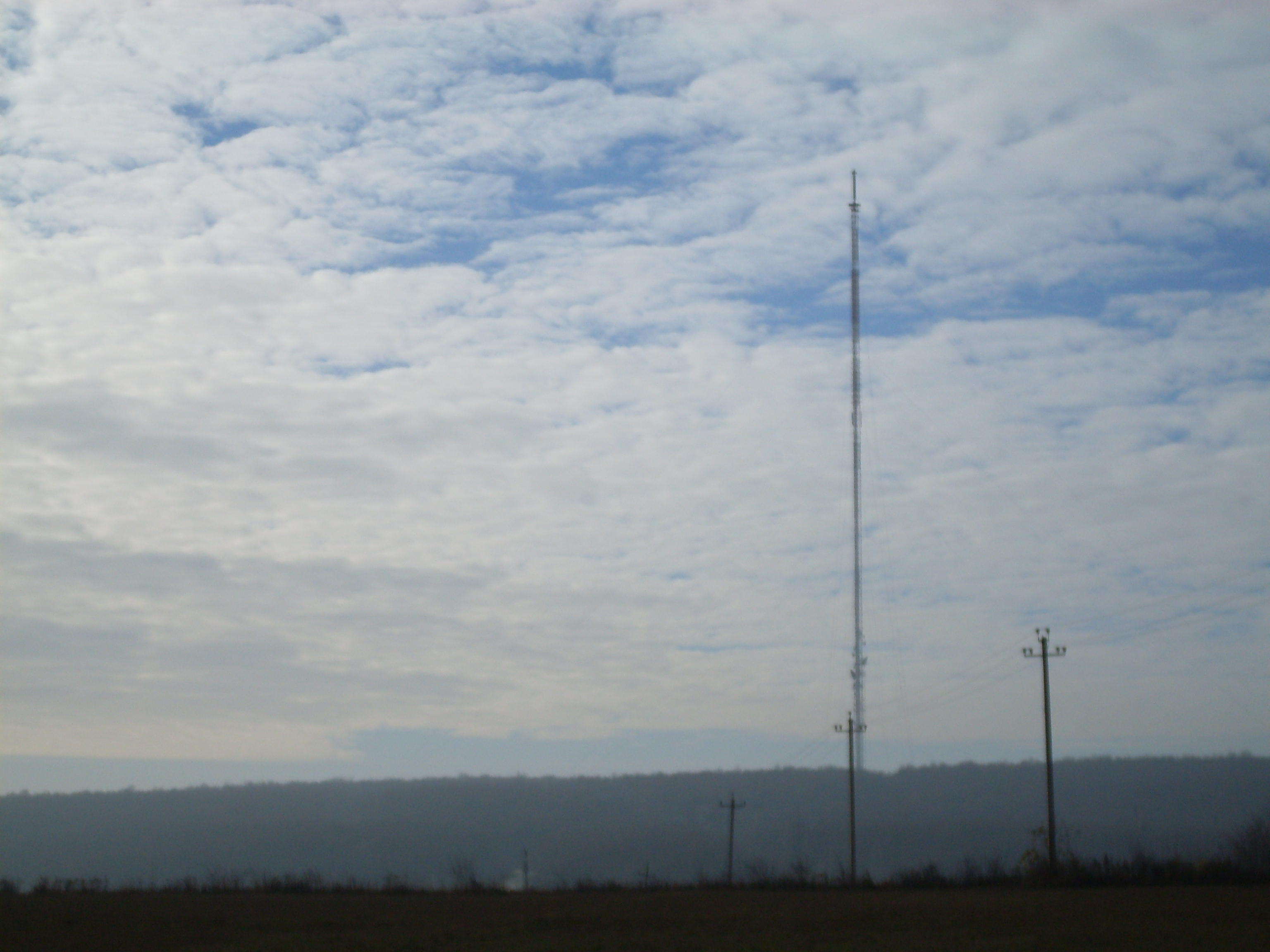
Vedere de pe vârful dealului din sud-vestul centrului raional
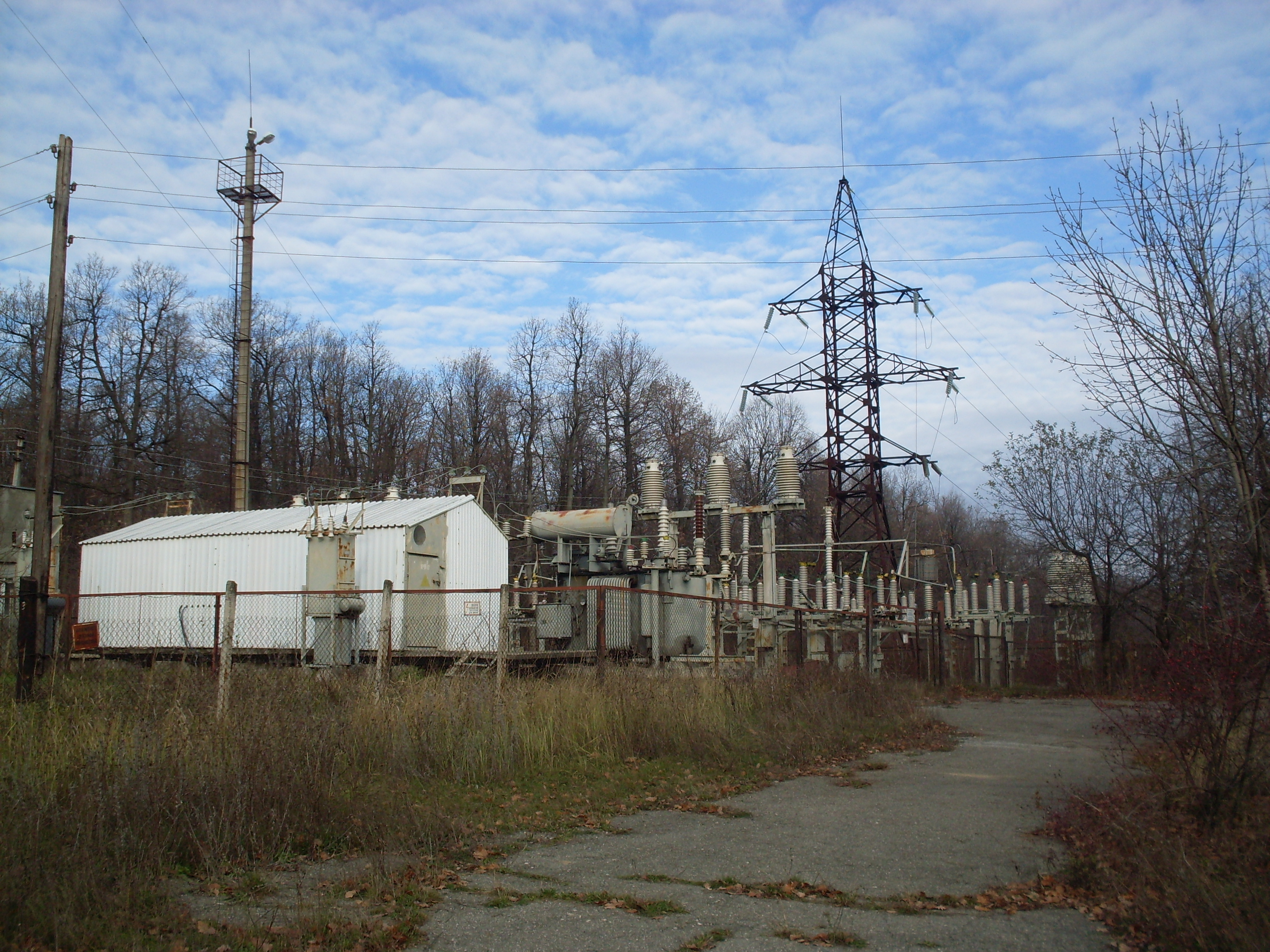
Staţia de distribuţie a energiei electrice de lângă antenă